# Carentino
Carentino (Carentén in piemontese) è un comune italiano di 301 abitanti della provincia di Alessandria, in Piemonte.

## Geografia fisica
Il paese sorge nella valle del fiume Belbo ad un'altitudine di 160 metri sul livello del mare.

## Storia
Il circondario di Carentino era già abitato nell'età neolitica. Durante la costruzione della linea ferroviaria Alessandria-Nizza Monferrato (nella seconda metà del XIX secolo) vennero rinvenute armi di pietra.
I primi documenti scritti risalgono alla seconda metà del XII secolo. A quel tempo il marchese Alberto d'Incisa, di ritorno dalla Puglia diede un ordine giuridico al suo piccolo Marchesato.
Documenti del 27 gennaio 1203 narrano di un atto di divisione del patrimonio di Alberto tra i suoi figli.
Nel 1364 i marchesi di Incisa si legavano, attraverso un patto di alleanza, ai duchi di Milano.
E nella metà del XV secolo, durante la guerra tra Milano e Monferrato, le milizie monferrine invasero la valle del Belbo occupando Carentino che veniva affidato agli Incisa con la pace di Lodi (1454).
Nel secolo XVI la peste rifece la sua comparsa tra la piccola comunità come già era avvenuto nella seconda metà del Trecento.
I Gonzaga vendettero nel 1589 il marchesato di Incisa a Michele Peretti, nipote del papa Sisto V.
Il Peretti però oppresse gli abitanti con violenze, soprusi e vessazioni. Nel marzo dell'anno 1605 il marchesato passò a Vincenzo Gonzaga il quale il 13 ottobre 1606 vendeva poi il feudo di Carentino a Lodovico Fini, smembrandolo dal marchesato d'Incisa.
Infeudato al conte Guido Francesco Porta di Acqui, il 26 dicembre 1632; passò successivamente a Nicolao Faà, marchese di Bruno tramite una donazione il 30 marzo 1653 in favore della figlia naturale Laura Maria che aveva sposato il marchese Nicolao.
La donazione fu resa valida il 31 maggio 1672 dal duca Ferdinando Gonzaga con l'atto di investitura. Il 3 giugno 1681, alla morte di Nicolao il contado di Carentino continuò ad essere sottomesso ai marchesi di Bruno fino all'anno 1704 dai Gonzaga. In quegli anni era in corso la guerra di successione spagnola alla quale poneva fine la vittoria dell'esercito sabaudo sulla Francia nella battaglia di Torino del 6 settembre 1706. Nel 1708 l'imperatore Giuseppe I, con diploma del 30 giugno, dichiarava decaduto dai feudi il duca di Mantova e concedeva Carentino al possesso del Monferrato, secondo accordi conclusi con il duca Vittorio Amedeo II, il quale, l'8 luglio 1709, confermava l'investitura dei feudi al marchese di Bruno Antonino Faà. Il governo sabaudo tramite riforme portò gradualmente all'abolizione dei privilegi goduti dalla classe feudale.

### Simboli
Lo stemma e il gonfalone sono stati concessi con decreto del presidente della Repubblica del 26 luglio 2002.
Lo stemma è partito: la seconda partizione riprende l'emblema del Marchesato di Incisa che era d'azzurro a nove stelle d'oro: 3, 3, 2, 1.
Il gonfalone è un drappo partito d'azzurro e di giallo.

## Monumenti e luoghi d'interesse
- Chiesa della Beata Vergine Assunta, costruita nel XVIII secolo

## Società

### Evoluzione demografica
Abitanti censiti

## Cultura

### Biblioteche
È presente la biblioteca civica Luigi Rava, fondata nel 1995 con un patrimonio letterario di circa 500 volumi e opuscoli

## Amministrazione
Di seguito è presentata una tabella relativa alle amministrazioni che si sono succedute in questo comune.
| Periodo         | Periodo        | Primo cittadino        | Partito                             | Carica  | Note  |
| --------------- | -------------- | ---------------------- | ----------------------------------- | ------- | ----- |
| 24 gennaio 1986 | 31 maggio 1990 | Michele Olivieri       | Democrazia Cristiana                | Sindaco | [ 7 ] |
| 31 maggio 1990  | 24 aprile 1995 | Michele Olivieri       | Democrazia Cristiana                | Sindaco | [ 7 ] |
| 9 maggio 1995   | 14 giugno 1999 | Michele Olivieri       | centro                              | Sindaco | [ 7 ] |
| 14 giugno 1999  | 14 giugno 2004 | Michele Olivieri       | lista civica                        | Sindaco | [ 7 ] |
| 14 giugno 2004  | 8 giugno 2009  | Lorenzo Masuelli       | lista civica                        | Sindaco | [ 7 ] |
| 8 giugno 2009   | 7 giugno 2014  | Lorenzo Masuelli       | lista civica                        | Sindaco | [ 7 ] |
| 26 maggio 2014  | 26 maggio 2019 | Silvia Barbara Celoria | lista civica: nuovi orizzonti       | Sindaco | [ 7 ] |
| 26 maggio 2019  | 9 giugno 2024  | Silvia Barbara Celoria | lista civica                        | Sindaco | [ 7 ] |
| 9 giugno 2024   | in carica      | Silvia Barbara Celoria | lista civica: Insieme per Carentino | Sindaco | [ 7 ] |

### Altre informazioni amministrative
Nel 1928 Carentino fu inglobato nel comune di Bergamasco, e riacquistò la propria autonomia solo nel 1955.

## Galleria d'immagini d'altri tempi

Una cartolina antica (anni '30)
Una cartolina antica di Carentino
La stazione di Carentino negli anni '60
Cartolina anni '70

## Galleria d'immagini

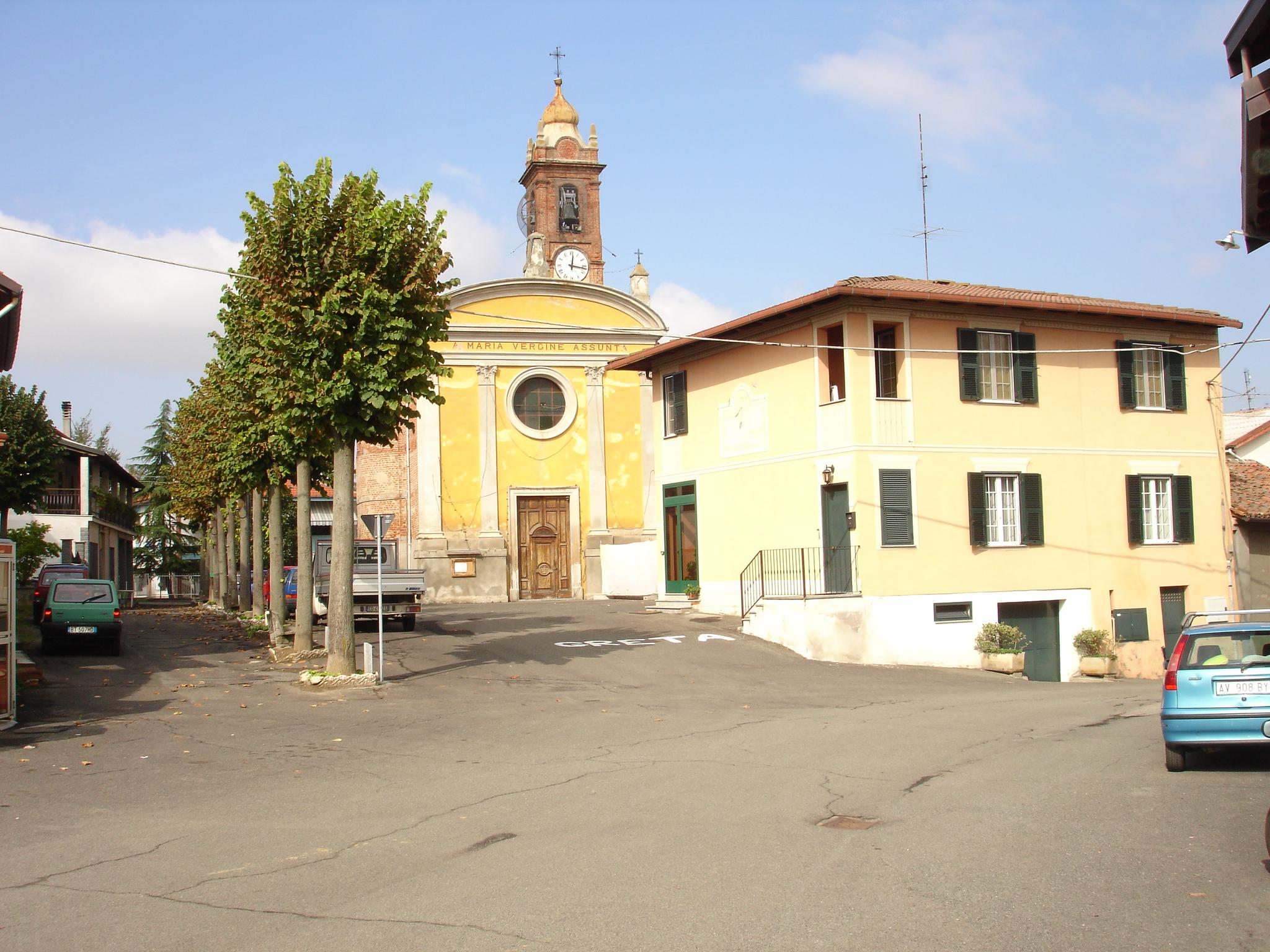
Carentino (AL) - La Chiesa Parrocchiale alla Beata Vergine Assunta
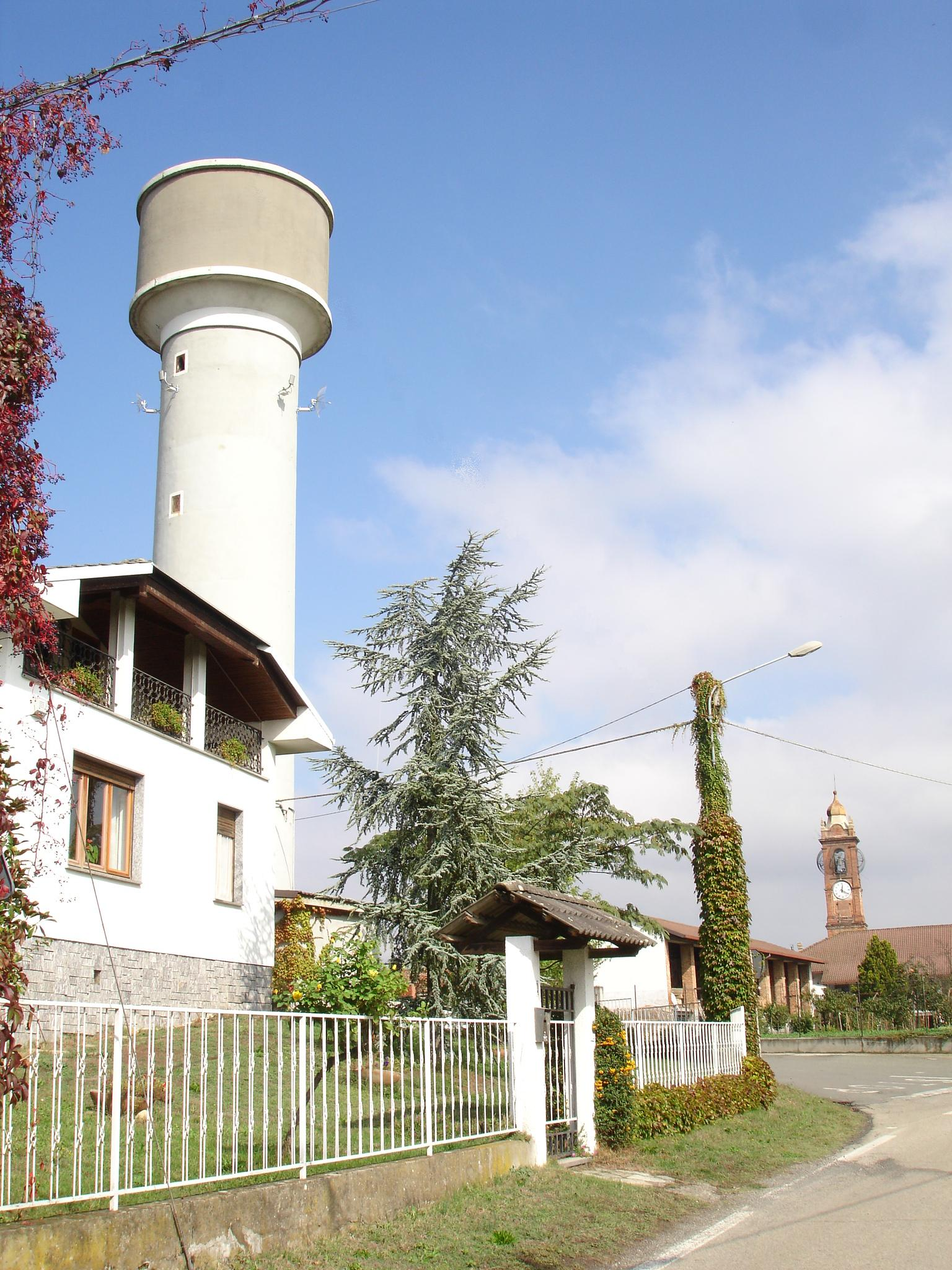
Carentino (AL) - La torre dell'acquedotto e vista del paese
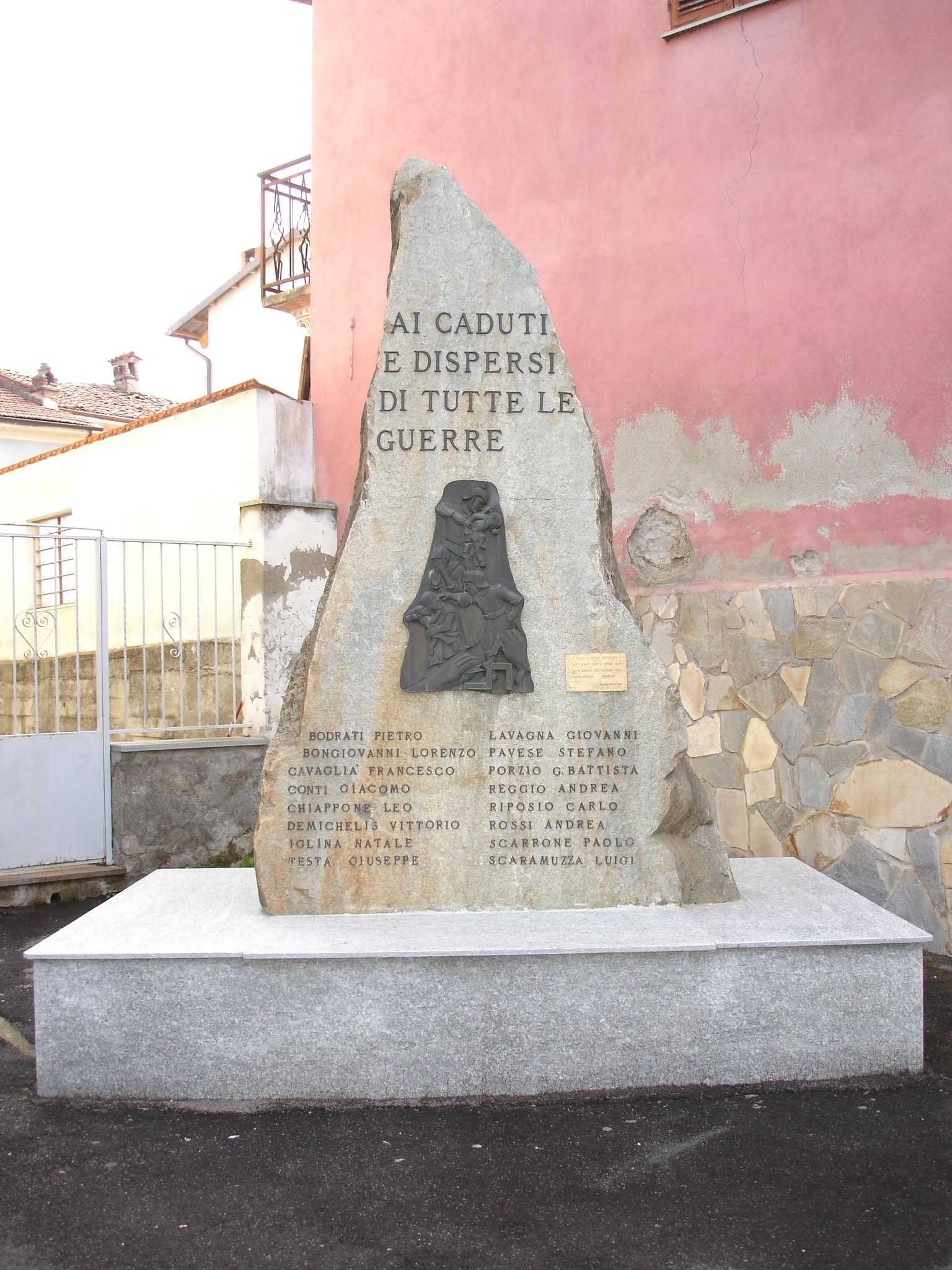
Carentino (AL) - Monumento ai Caduti
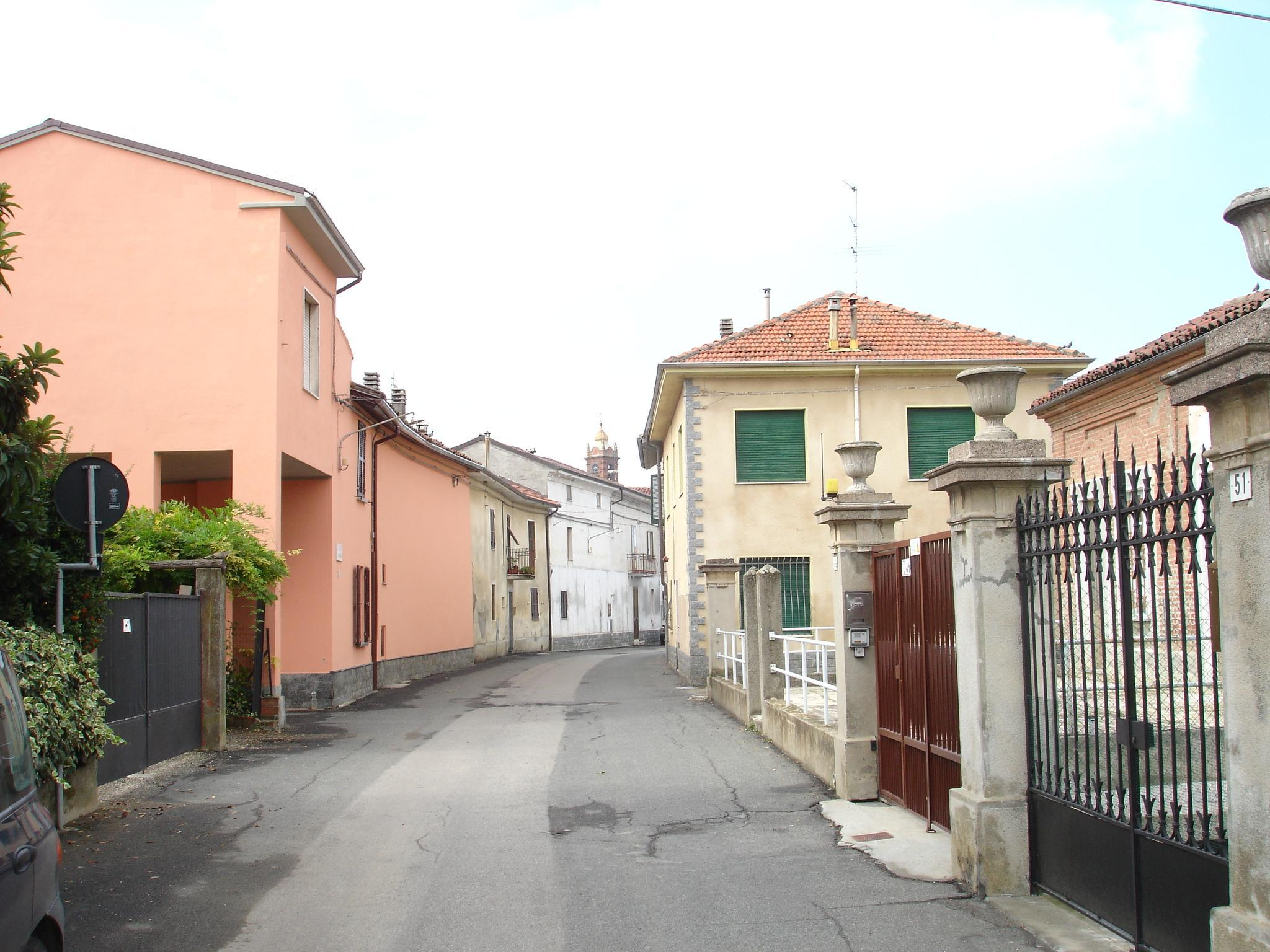
Carentino (AL) - Una strada del paese